# Pedro Juan Aldomar
Pedro Juan Aldomar, en catalán: Pere Joan Aldomar, también de forma errónea como Almodar, (siglo XV—siglo XVI) fue un compositor y maestro de capilla español. Fue maestro de capilla de la Catedral de Barcelona (1506) y cantor de la capilla de Fernando el Católico (1508). Se conservan varias obras y villancicos en varios cancioneros: el Cancionero de Upsala y el Cancionero de palacio.

## Vida
Su lugar de nacimiento no es seguro, pudo ser en Barcelona o en Gerona. Debió estar emparentado con el canónigo Aldomar, enterrado en la Catedral de Barcelona en 1500.
Fue nombrado maestro de canto de la sede barcelonesa el 19 de enero de 1506 y sucedió al maestro Bartomeu Rovira. Por el lenguaje de las actas, es probable que actuase como maestro de canto (maestro de capilla) desde el verano de 1505, ya que cuatro días después del nombramiento ya cobraba.

Yo Pere Johan Aldomar mestre d'e cant de la seu de Barsalona 
atorch a vos mossen Johan Rrianbau quem haveu pagats sent 
sous dich sinch liures de contants y assò per manament del re
verent capítol e dells comisaris seus los quals me bestren per les 
distrebucions del cor, y perque és veritat fas lo present albarh scrit 
de mà mia a vint y tres de gener any mil y sinch sens y 
sis e sot·escrit de mà d·ells comesaris 
Joan de Viver 
Joan Torres. 

A XXIII de gener del any MDVI los magnífichs senyos comissaris me feren manament per part del Reverent Capítol 
que dites cinc 11. yo les pasàs en dates tota hora, que ell les posari en sos comptes. 
Guillem Clariana 
arxivel
Yo Pere Johan Aldomar maestro de canto de la sede de Barcelona 
otorgo a vos mosén Johan Rrianbau quien habéis pagado cien 
sueldos quince libras de contantes y eso por mandato del re
verente capítulo y de los comisarios suyos  los cuales me anticipan por las 
distribuciones del coro, y porque es verdadera faz el presente albarán escrito 
 de mi mano a veinte y tres de enero [del] año mil y seis cientos y 
seis y firmado de mano de los comisarios 
Joan de Viver 
Joan Torres. 

A XXIII de enero de año MDVI los magníficos señores comisarios me fueron mandados por parte del Reverendo Capítulo 
que dichas cinco 11. yo las pasé en fechas recientes, que el las pondrá en sus cuentas. 
Guillem Clariana 
archivero
Actas capitulares de la Catedral de Barcelona, 23 de enero de 1506

Pero permaneció por poco tiempo en el cargo, ya que el mismo año un maestro interino ocupó el cargo a los tres meses de su nombramiento, con el que debía compartir el salario.

Jo Barthomeu Rovira prevere olim mestre de 
cant de la Seu de Barchinona confes a vosaltres ve 
nerables mossin Damià Pla e Francesch Pelicer 
preveres sacristans de dita Seu que de voluntat de 
mossen Pere Johan Aldomar mestre de cant de dita 
Seu me haveu donats aquells X s. de la estella 
tant per la part pertenyent a mi, quant per lo que 
pertanyia a ell dit mestre, per lo temps que quiscú 
de nosaltres ha servit, e per la veritat fas lo 
present de mà mia sots signat de la sua a 
XVIII de abril de 1506 
Jo Pere Johan Aldomar mestre del cant 
confis les cosses demunt dites 
dit dia y any.
Yo Barthomeu Rovira presbítero olim maestro de 
canto de la Seo de Barcelona confieso a vosotros ve 
nerables mosén Damià Pla y Francesch Pelicer 
presbíteros sacristanes de dicha Seo que de voluntad de 
mosén Pere Johan Aldomar maestro de canto de dicha 
Seo me habéis dado aquellos X s. de la ¿astilla?
tanto por la parte perteneciente a mí, cuanto a lo que 
pertenecía al dicho maestro, por el tiempo de cada uno 
de nosotros ha servido, y por la verdadera faz el 
presente de mi mano abajo firmado de la suya 
XVIII de abril de 1506 
Yo Pere Johan Aldomar maestro de canto 
confiero las cosas arriba dichas 
dicho día y año.
Actas capitulares de la Catedral de Barcelona, 18 de abril de 1506

En 1508 está documentado como cantor de la capilla de Fernando el Católico, habiendo sido nombrado el 1 de marzo de ese año. Permaneció allí menos de seis meses y en verano de 1509 sucedió al teórico Juan de Espinosa como «maestro de música» en la Catedral de Toledo. Mantuvo el cargo durante un año y posteriormente se pierde el rastro del maestro.

## Obra
Las composiciones de Aldomar aparecen en algunas de las principales colecciones de polifonía ibérica de finales del siglo XV y principios del siglo XVI, como el Cancionero Musical de Palacio, el llamado Cancionero de Barcelona, conservado en la Biblioteca de Cataluña, o la recopilación Villancicos de varios autores a dos, a tres, a cuatro, y hay cinco voces publicado en Venecia en 1556, el llamado Cancionero del Duque de Calabria o Cancionero de Uppsala. Estas obras contienen sobre todo villancicos a tres voces de Aldomar: En las sierras donde vengo, Di pastorcico, pues vienes y Si mi señora me olvida.
El Cancionero del duque de Calabria, una fuente de música española de mediados del siglo XVI, contiene el villancico ¡Ha Pelayo, qué desmayo! a cuatro voces, una prueba de la vigencia y popularidad de una canción escrita hacia 1500.
- En las sierras donde vengo
- Di pastorcico
- Pues vienes
- Si mi señora m'olvida
- ¡Ha Pelayo, qué desmayo!